# Blood In Blood Out
Blood In Blood Out (även känd som Bound by Honor) är en amerikansk kriminal-dramafilm från 1993 i regi av Taylor Hackford. Filmen skildrar två styvsyskon av chicanohärkomst och deras vita kusin.

## Handling
Paco (Benjamin Bratt) och Cruz (Jesse Borrego) är två styvsyskon och Miklo (Damian Chapa) är deras kusin. Pacos mor Dolores och Miklos mor är systrar. Cruz mor är död och hans far och Pacos mor är ett par. Miklos far är vit.
Paco, Cruz och Miklo är uppväxta tillsammans, men något skiljer dem åt. Miklo är vit efter sin far, och Paco vägrar acceptera Miklo som sin kusin eftersom han själv är chicano. Det är inte bara Paco som inte vill acceptera hans vita hud utan även personer från El Pico Aliso Barrio, stället där de alla växt upp.
Paco är områdets värsting och tycker att allt i livet är en risk. Miklo gör allt för att vara som Paco och vill bara bli accepterad som en chicano. Cruz bryr sig inte så mycket om att Miklo är vit och ser honom mer som en chicano. Cruz står ofta mellan Pacos och Miklos bråk och vill alltid stoppa bråken. Cruz är duktig på att måla, och han lever på det. Paco är den som gör allt för sin familj. Även om han ofta startar bråken, ser han alltid till att hjälpa sin familj och alltid finnas till för dem. Miklos far var vit och hatade alla som inte var vita. Han gjorde även allt för att Miklo skulle bete sig som en vit, men det vägrade Miklo. Han stack från sin far hem till sin mor, som inte kunde ta hand om honom ensam eftersom hon jobbade så mycket. Miklo får bo hos sin kusin och moster (Paco och hans mamma Dolores), där sedan alla problem börjar för Paco, Cruz och Miklo.
Paco och Cruz har ett gäng tillsammans med några andra medlemmar; de kallar sig själva för Vatos locos, och Miklo gör allt för att få vara med i gänget. Problemet är att Paco inte tillåter det. Miklo måste nu bevisa för Paco att han är en chicano innerst inne.
Tres Puntos är gänget som vill ta över Vatos locos mark, så kallat "barrio"; det är nu gängbråken mellan Vatos locos och Tres Puntos inleds. Tres Puntos ger sig på Cruz när de får syn på honom i en bil med sin tjej, på en kulle där Tres Puntos egentligen inte får vara. Detta gör att Paco vill hämnas när hans halvbror Cruz ligger på sjukhuset med allvarliga skador i ryggen och nacken.
Vatos locos samlas och bestämmer sig för hur de ska hämnas på Tres Puntos. Hämnden leder till fängelse för Miklo, medan Paco får välja mellan att bli marinkårssoldat och fängelse; resten av medlemmarna hann fly. De tre blodsbröderna Paco, Miklo och Cruz går skilda vägar, något de aldrig trott.
Paco blir marinkårssoldat och senare narkotikapolis, medan Cruz börjar knarka för att lindra sin ryggsmärta. Miklo fortsätter att kämpa som vit, men på ett helt annat ställe, nämligen i fängelset San Quentin, där han blir medlem i gänget "La Onda". La Ondas motto är Blood In Blood Out, som betyder att man måste döda för att bli en del av gänget. Gängets ledare Montana tros blivit mördad av en medlem i "Black Guerilla Army", (B.G.A) i Delano. Men i själv verket var det Montanas eget gäng som mördade honom eftersom de tyckte han var för mjuk.
Cruz liv förändras totalt när hans lillebror Juanito får syn på en spruta som Cruz använt. Juanito stoppar sprutan i armen och dör omedelbart. När hans mor Dolores kommer hem och får syn på sin son på marken förändras allt. Cruz är därefter inte längre välkommen hem till sin far Mano, Dolores och halvbror Paco.
Under många år går Paco, Miklo och Cruz skilda vägar, men något gör att Paco och Cruz hittar tillbaka till varandra och finner sina rätta jag, men Miklo sitter på livstid i fängelse.

## Rollista
| Damian Chapa       | – Miklo Velka                           |
| Jesse Borrego      | – Cruz Candelaria                       |
| Benjamin Bratt     | – Paco Aguilar                          |
| Enrique Castillo   | – Montana Segura                        |
| Victor Rivers      | – Magic Mike                            |
| Delroy Lindo       | – Bonafide                              |
| Tom Towles         | – Red Ryder                             |
| Carlos Carrasco    | – Popeye                                |
| Theodore Wilson    | – Wallace                               |
| Raymond Cruz       | – Chuey                                 |
| Valente Rodriguez  | – Frankie                               |
| Lanny Flaherty     | – Big Al                                |
| Billy Bob Thornton | – Lightning                             |
| Geoffrey Rivas     | – Carlos                                |
| Karmin Murcelo     | – Dolores                               |
| Danny Trejo        | – Geronimo                              |
| Luis Contreras     | – Realthing                             |
| Paulo Tocha        | – Apache                                |
| Ving Rhames        | – Ivan                                  |
| Richard Masur      | – Fängelsebibliotekarie (ej krediterad) |
| Thomas F. Wilson   | – Rollie McCann                         |
| Lupe Ontiveros     | – Carmen                                |

## Om filmen
Filmen spelades in i Los Angeles och i delstatsfängelset San Quentin norr om San Francisco i Kalifornien.
Den svenska titeln är Blood In Blood Out, men filmen har även fått namnet Bound by Honor i vissa länder.